# 卯塚
卯塚（うづか）は、愛知県長久手市の地名。

## 地理

### 河川・池沼
- 長湫南部調整池（ヒロ池）
  - 植田川（ヒロ池を源流とする河川）

- 長湫南部調整池

### 交通
- 東名高速道路
- 卯塚緑地通り
- けやき通り

### 施設
- 市が洞学童保育所
- 市が洞小校区共生ステーション
- 長久手市南部浄化センター
- 長久手南部浄化センター芝生広場
- 卯塚墓園

- 卯塚墓園

### WEB
1. ↑  “愛知県長久手市の町丁・字一覧”.   人口統計ラボ. 2024年7月26日閲覧。
2. ↑  “読み仮名データの促音・拗音を小書きで表記するもの(zip形式) 愛知県” (zip).   日本郵便 (2024年2月29日). 2024年3月26日閲覧。
3. ↑  “市外局番の一覧” (PDF).   総務省 (2022年3月1日). 2022年3月22日閲覧。
4. ↑  “ナンバープレートについて”.   一般社団法人愛知県自動車会議所. 2024年1月21日閲覧。